# Karel Kuglman
Karel Kuglman, avstrijski jezuit, * 12. oktober 1612, Gradec, † 9. november 1670, Wiener Neustadt.
Bil je rektor Jezuitskega kolegija v Ljubljani med 24. septembrom 1663 in 11. septembrom 1666.